# ویلیام کولبروک
ویلیام کولبروک (انگلیسی: William Colebrooke; ۹ نوامبر ۱۷۸۷ – ۶ فوریهٔ ۱۸۷۰) نظامی و سیاست‌مدار اهل پادشاهی بریتانیای کبیر بود. وی همچنین برندهٔ جوایزی همچون شوالیه (عنوان) شده‌است.